# 山本泰人
山本 泰人（やまもと たいと、1948年（昭和23年）9月4日 ‐ ）は、日本の政治家。東京都中央区長（2期）。

## 来歴
東京都中央区出身。慶應義塾普通部、慶應義塾高等学校を経て、慶應義塾大学経済学部経済学科（山本登国際経済学ゼミ）卒業後、第一勧業銀行勤務を経て、1974年12月に家業の山本海苔店に入社。1992年7月より同社の代表取締役副社長を務めた。
2019年1月、矢田美英中央区長からの後継指名を受け、同年4月の中央区長選挙に立候補する意向を表明。4月21日の投開票の結果、新人5人の混戦を制し、初当選。70歳での政界転身となった。
※当日有権者数：128,000人 最終投票率：44.04%（前回比：-1.60pts）
| 候補者名 | 年齢 | 所属党派 | 新旧別 | 得票数   | 得票率 | 推薦・支持                                         |
| -------- | ---- | -------- | ------ | -------- | ------ | -------------------------------------------------- |
| 山本泰人 | 70   | 無所属   | 新     | 25,278票 | 48.39% | （推薦）自由民主党・公明党                         |
| 上杉隆   | 50   | 無所属   | 新     | 12,289票 | 23.52% | （支援）NHKから国民を守る党                        |
| 西田主税 | 56   | 無所属   | 新     | 9,126票  | 17.47% | （推薦）立憲民主党・日本共産党・自由党・社会民主党 |
| 熊倉哲也 | 55   | 無所属   | 新     | 3,282票  | 6.28%  | （推薦）みんなの党・自由を守る会                   |
| 梅原義彦 | 67   | 無所属   | 新     | 2,266票  | 4.34%  |                                                    |

2023年2月8日、中央区長選挙に立候補を表明。4月16日の公示日には現職の山本のほかに立候補の届け出がなく、山本の再選が無投票で決まった。

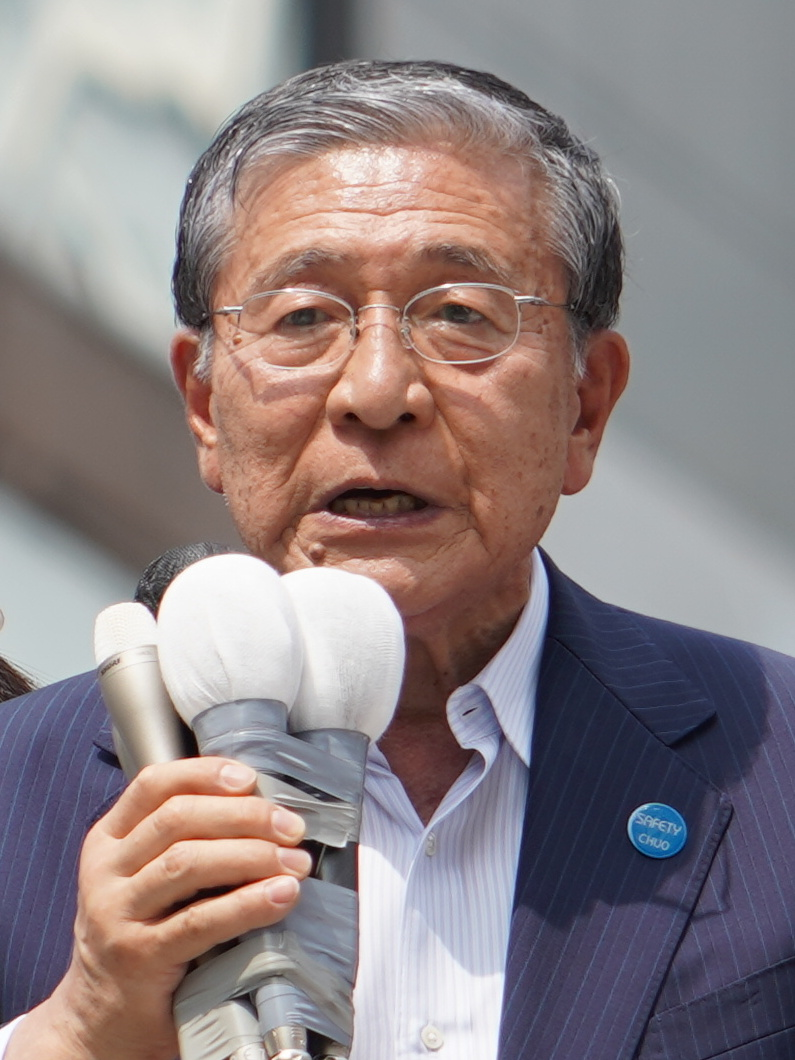
2024年撮影

2023年11月、体調不良を訴えて検査入院し、『ギラン・バレー症候群』と診断されたことが明らかとなり、休養することとなった。今後については治療などを見極めて判断する方針という。

## 人物
- 祖父の山本泰介は初代中央区長を務めた[10]。
- 趣味は剣道、ゴルフ、音楽[11]。剣道は七段の腕前を持つ[12]。